# Ogcodes dispar
Ogcodes dispar este o specie de muște din genul Ogcodes, familia Acroceridae. A fost descrisă pentru prima dată de Macquart în anul 1855. Conform Catalogue of Life specia Ogcodes dispar nu are subspecii cunoscute.